# Doc Elliot
Doc Elliot  è una serie televisiva statunitense in 15 episodi trasmessi per la prima volta nel corso di una sola stagione dal 1973 al 1974.
È una serie del genere medico incentrata sulle vicende del dottor Benjamin Elliot, interpretato da James Franciscus, che opera in una piccola cittadina del Colorado con il proprio camper dotato di tutte le apparecchiature di cui ha bisogno.

## Personaggi e interpreti
- Benjamin Elliot (15 episodi, 1973-1974), interpretato da James Franciscus.
- Amos (3 episodi, 1973-1974), interpretato da John Mitchum.
- Marcus Scarne (2 episodi, 1973-1974), interpretato da Leonard Stone.
- Craig Andrews (2 episodi, 1973-1974), interpretato da Morgan Woodward.
- Sue Ellen (2 episodi, 1974), interpretata da Kathrine Baumann.

## Produzione
La serie, ideata da Allen S. Epstein, fu prodotta da Corsican Productions e Lorimar Productions e girata negli studios della Warner Brothers a Burbank in California. Le musiche furono composte da Earle Hagen e Marvin Hamlisch.

### Registi
Tra i registi sono accreditati:
- Harry Harris in 4 episodi (1973-1974)
- Robert Totten in 4 episodi (1973-1974)
- James Sheldon in 2 episodi (1974)

### Sceneggiatori
Tra gli sceneggiatori sono accreditati:
- Sandor Stern in 4 episodi (1973-1974)
- Walter Black in 2 episodi (1974)
- Allen S. Epstein

## Distribuzione
La serie fu trasmessa negli Stati Uniti dal 5 marzo 1973 (pilot) e dal 10 ottobre 1973 (1º episodio) al 1º maggio 1974 sulla rete televisiva ABC. In Italia è stata trasmessa con il titolo Doc Elliot. È stata distribuita anche in Paesi Bassi dal 24 giugno 1974.

## Episodi
1. Pilot
2. Il cuore non ha occhi (...And all ye need to know)
3. Un uomo da ricoverare (A man of importance)
4. La mano del Signore (The Touch of God)
5. La strada per il Messico (No place to go)
6. La pietra dello scandalo (A Small Hand of Friendship)
7. L'atleta (The runner)
8. L'epidemia (The Carrier)
9. Una ragione per vivere (A Time to Live)
10. Una madre troppo apprensiva (A Time to Grow)
11. La miniera d'oro (The Gold Mine)
12. Una gita piena di imprevisti (Survival)
13. Un futuro per Emily (Things That Might Have Been)
14. I due fratelli  (The Brothers)
15. Una realta' da accettare  (The Pharmacist)